# Seleneto de zinco
Seleneto de zinco (ZnSe), é um composto químico binário, apresentando-se como um sólido amarelo claro. É um semicondutor intrínsico com um gap de energia de aproximadamente 2.7 eV a 25 °C. ZnSe raramente ocorre na natureza. É encontrado no mineral stilleita, cujo nome homenageia Hans Stille.